# 문정빈
문정빈(2003년 8월 15일 ~ )은 KBO 리그 LG 트윈스의 내야수이다.

## LG 트윈스시절
2022년에 입단하였다. 2025년 3월 22일 롯데 자이언츠와의 경기에 대타로 데뷔 첫 경기를 치렀고, 경기에서 삼진을 기록했다. 그리고 다음날 열린 롯데 자이언츠와의 개막 2차전에서 홍창기의 대타로 나와 좌중간 담장을 넘어가는 2점홈런을 때려내면서 데뷔 첫안타와 첫홈런, 타점, 득점을 동시에 기록하였다.

## 출신 학교
- 서울가동초등학교
- 잠신중학교
- 서울고등학교